# Odynerus sapellvensis
Odynerus sapellvensis är en stekelart som beskrevs av Cameron 1909. Odynerus sapellvensis ingår i släktet lergetingar, och familjen Eumenidae. Inga underarter finns listade i Catalogue of Life.